# سیارک ۱۷۸۵۸
سیارک ۱۷۸۵۸ (به انگلیسی: 17858 Beauge، نامگذاری:1998KS3) هفده هزار و هشتصد و پنجاه و هشتمین سیارک کشف شده‌است که در ۲۲ مه ۱۹۹۸ کشف شد.
قدر مطلق سیارک برابر ۱۵.۵ است.